# 宮口駅
宮口駅（みやぐちえき）は、静岡県浜松市浜名区宮口にある、天竜浜名湖鉄道天竜浜名湖線の駅である。
掛川・天竜二俣方面から当駅で折返す便が数本あるが、新所原方面からの折返し便は無い。

## 歴史
開設前の1924年 - 1937年まで、現在の遠州鉄道浜北駅との間を結ぶ軽便鉄道を運営していた西遠軌道宮口駅が当駅南側にあったが、二俣線開通前に全線廃止となっている。

### 年表
- 1940年（昭和15年）6月1日：鉄道省二俣線遠江森駅 - 金指駅間延伸時に開設[1]。
- 1962年（昭和37年）6月15日：貨物取扱廃止[1]。
- 1987年（昭和62年）3月15日：二俣線が第三セクター鉄道へ転換、天竜浜名湖鉄道の駅となる[1]。
- 2011年（平成23年）1月26日：「本屋及び上りプラットホーム」及び「待合所及び下りプラットホーム」が国の登録有形文化財に登録[2]。

## 駅構造
相対式ホーム2面2線を有する地上駅。
無人駅。駅舎がある。「本屋及び上りプラットホーム」・「待合所及び下りプラットホーム」が、国の登録有形文化財として登録されている。
駅構内には飲食店「はままつ88」が入居している。

### のりば
| ホーム | 路線          | 方向 | 行先                       | 備考                                  |
| ------ | ------------- | ---- | -------------------------- | ------------------------------------- |
| 1      | ■天竜浜名湖線 | 下り | 金指・三ヶ日・新所原方面   |                                       |
| 2      | ■天竜浜名湖線 | 上り | 天竜二俣・遠州森・掛川方面 | 始発天竜二俣行のみ1番線ホームから発車 |

## 利用状況
近年の1日平均乗車人員の推移は以下の通り。
| 乗車人員推移 | 乗車人員推移    |
| 年度         | 1日平均乗車人員 |
| ------------ | --------------- |
| 2008         | 88              |
| 2009         | 90              |
| 2010         | 99              |
| 2011         | 97              |
| 2012         | 104             |
| 2013         | 101             |
| 2014         | 120             |
| 2015         | 93              |
| 2016         | 125             |
| 2017         | 119             |
| 2018         | 120             |

## 駅周辺
宮口市街東外れに位置しており、住宅が少しある。
- あらたまの湯：駅から北方徒歩30分。
- 庚申寺
- 国道362号
- 浜北宮口郵便局
- 浜松市立麁玉小学校
- 浜松市立麁玉中学校
- 浜松市浜北コミュニティバス 宮口駅バス停（火・金運行、年末年始運休）

## 隣の駅
天竜浜名湖鉄道
■天竜浜名湖線
岩水寺駅 - 宮口駅 - フルーツパーク駅